# Linda Sue Park
Pour les articles homonymes, voir Park.
Linda Sue Park, née le 25 mars 1960 à Urbana en Illinois, est une romancière américaine de littérature d'enfance et de jeunesse.

## Biographie
Linda Sue Park a grandi dans l'Illinois, et a obtenu trois diplômes en littérature à l'Université de Stanford, au Trinity College de Dublin et à l'Université de Londres. Lors de son séjour à Londres, elle commence à écrire des histoires pour ses enfants sur leur héritage coréen. Son premier livre, Seesaw Girl (Fleur de jade) est publié en 1999. Il s'agit d'un roman historique sur une jeune fille aristocratique qui grandit dans la Corée du XVIIe siècle. Son roman le plus connu  A Single Shard (L'apprenti), a remporté plusieurs prix, dont la Médaille Newbery en 2002. Il raconte l'histoire d'un jeune garçon orphelin en Corée du XIIe siècle qui devient l'apprenti d'un maître potier.  Elle a également écrit sur les jeunes héros coréens américains dans Archer's Quest (2006) et dans Project Mulberry (2005). Elle promeut la diversité dans la littérature jeunesse.
Elle est l'auteure sélectionnée pour représenter son pays, pour le Prix Hans-Christian-Andersen 2022, dans la catégorie Écriture.

## Œuvres

### UniversLes 39 Clés

#### SérieLes 39 Clés
1. Révélations aux Caraïbes, Bayard Jeunesse, 2012 ((en) Storm Warning, 2010)

#### SérieCahill contre Vesper
1. Catastrophes au Brésil, Bayard Jeunesse, 2015 ((en) Trust No One, 2012)

### Romans indépendants
- Fleur de jade, Flammarion, coll. « Castor Poche », 2004 ((en) Seesaw Girl, 1999)  (ISBN 978-2081624382)
- Les Princes du cerf-volant, Flammarion, coll. « Castor Poche », 2004 ((en) The Kite Fighters, 2000)  (ISBN 978-2081624740)
- L'Apprenti, Flammarion, coll. « Castor Poche », 2003 ((en) A Single Shard, 2001)  (ISBN 978-2081616028)Médaille Newbery 2002
- (en) When My Name Was Keoko, 2002
- (en) The Firekeeper's Son, 2004
- (en) Mung-Mung: A Foldout Book of Animal Sounds, 2004
- (en) What Does Bunny See?: A Book of Colors and Flowers, 2005
- (en) Yum! Yuck!: A Foldout Book of People Sounds From Around the World, 2005
- (en) ALA Notable Children's Books, 2006
- (en) Project Mulberry, 2005
- (en) Bee-bim Bop, 2005
- (en) Archer's Quest, 2006
- (en) Click, 2007Écrit avec David Almond, Eoin Colfer, Roddy Doyle, Deborah Ellis, Nick Hornby, Margo Lanagan, Gregory Maguire, Ruth Ozeki et Tim Wynne-Jones (en).
- (en) A Long Walk to Water, 2010

## Prix et distinctions
- 2002 : Médaille Newbery[1] pour L'Apprenti (A Single Shard)
- 2003 et 2006 : Asian/Pacific American Awards for Literature (en)
- 2022 :  Sélection pour le Prix Hans-Christian-Andersen, dans la catégorie Écriture[2]